# Arca Musarithmica

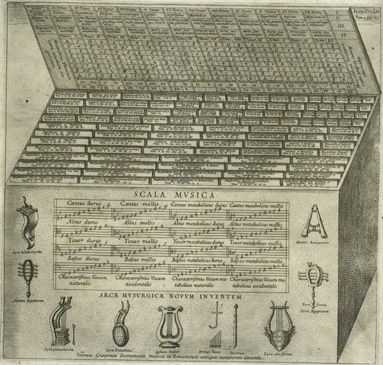
Arca Musarithmica como se muestra en "Musurgia Universalis"

El Arca Musarithmica (también Arca Musurgia o Arca Musical) es un dispositivo de información que fue inventado por el erudito jesuita Atanasio Kircher a mediados del siglo XVII. Su propósito era permitir a los músicos componer la música de iglesia. A través de técnicas combinatorias simples del arca, es capaz de producir millones de piezas de música polifónica de 4 partes. Al igual de otras ayudas de cálculo de la época, el arca prefigura la tecnología informática moderna. Es uno de los primeros ejemplos de «Creatividad Artificial». El dispositivo anticipa las técnicas aleatorias e informáticas de composición del siglo XX —como la «música casual» de John Cage—. Y puede ser como una especie de algoritmo de composición musical en forma física.

## Descripción y mecanismo

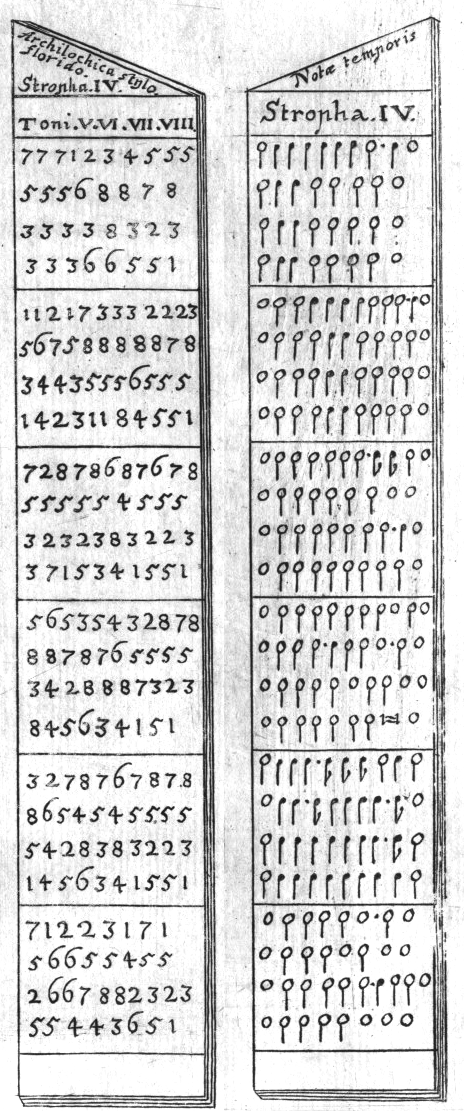
Parte delantera y posterior de una de les barras musicales de Kircher.

Kircher describió por primera vez el Arca en su libro Musúrgia Universalis (1650). El libro 8 de este trabajo (Musúrgia mirifica) es un tratado más largo sobre el uso de técnicas combinatorias para construir música. Al igual que los escritos anteriores de Marin Mersenne, este trabajo utiliza las ideas de Ramon Llull para mostrar como una pequeña cantidad de material musical se puede combinar para producir un número prodigioso de melodías. Kircher continúa describiendo la propia Arca, que emplea esta técnica, e incluye una ilustración plegable del dispositivo, así como unas tablas que indican el contenido de todas las varillas del interior

La música mecánica no es más que un sistema particular inventado por nosotros en virtud del cual cualquier persona, también el ἀμουσος [no músico] puede, a través de diversas aplicaciones de instrumentos compositivos componer melodías de acuerdo con un estilo deseado. Relataremos brevemente cómo se hace esta música mecánica y, para no perder tiempo con observaciones preliminares, comenzaremos con la construcción del Arca Musarítmica
 Athanasius Kircher, Musúrgia Universalis (1650), llibre VIII, página 185

El arca es una caja que contiene un conjunto de barras o listones de madera. Cada listón contiene un conjunto de números, que corresponden a notas en una escala o modo, así como un surtido de tratamientos rítmicos para estas notas. Hay diferentes conjuntos de listones que contienen frases expresadas en una variedad de metros poéticos —«Euripedaean», «Anancreonic», «Archilochan», «Sapphic» y así sucesivamente—. Algunas de las barras se utilizan para el contrapunto en el «estilo simple» —o contrapunto de primera especie— en el que las 4 partes tienen el mismo ritmo, y otros utilizan para lo que Kircher nombra el «estilo florido» —o contrapunto de la quinta especie—, en el que las 4 voces se mueven independientemente.

## Dispositivos similares
El Arca fue seguida y estrechamente relacionada por otra invención de Kircher, el Organum mathematicum, descrito por el alumno de Kircher, Gaspar Schott. El Organum es un artefacto similar que puede realizar cálculos más generales aritméticos, astronómicos, etc., además de crear composiciones musicales. La parte musical del Organum mathematicum es esencialmente igual que la del Arca, aunque hay menos varas.

## Modelos conocidos
Hay muy pocas arcas que datan del periodo barroco. Las conocidas hasta el siglo XXI son:

### Biblioteca Pepys, Magdalene College, Cambridge

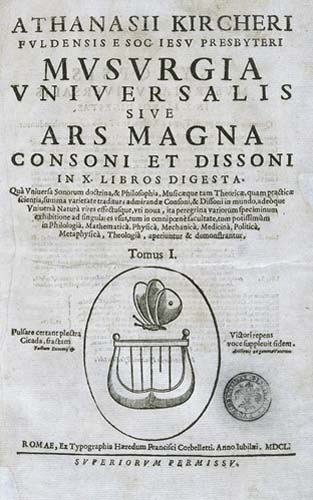
Musúrgia Universalis de Athanasius Kircher, portada de la edición original.

Samuel Pepys describió la compra de una copia de la obra Musúrgia Universalisde  Atanasio Kircher en su famoso diario: 

...
y allí compré la Musúrgia de Kircher, me costó 35s., Un libro del que me siento muy contento, esperando encontrar gran satisfacción en él.
 Samual Pepys, Diario, sábado 22, febrero 1667/68

	»
Años más tarde, sus pertenencias, legadas a Cambridge incluyeron un Arca. No está claro si Pepys la construyó o la encargó, basándose en las instrucciones del libro, o si la compró o la recibió como un regalo. Su diario no hace mención de ella —aunque Pepys dejó de registrar entradas en 1669—. Se ha especulado que el profesor de música de Pepys, John Birchensha, estuvo influido por las técnicas combinatorias de Kircher, ya que sus propias Reglas de Composición tienen algunas similitudes. La biblioteca de Pepys no mantiene actualmente su Arca en exposición, además hay pocas fotografías disponibles de su contenido.

### Biblioteca Herzog August, Wolfenbüttel, Alemania
Esta arca ha sido ampliamente fotografiada. Un conjunto completo de fotografías y de su contenido se han realizado y están disponibles en la Universidad de Wurzburg. La caligrafía de sus varillas se parece a la escritura escrita a mano en las placas a Musúrgia Universalis, aunque hay algunas diferencias en la transcripción.

### Braunschweig, Alemania
Las fotografías de esta arca fueron enviadas a David Levy para su libro Robots Unlimited. Parece diferente, en construcción, al Arca de Wolfenbüttel.
Es probable que haya otras arcas en existencia, pero no están bien documentadas.

## Reconstrucciones y simulaciones
Jim Bumgardner ha creado una transcripción de datos y simulación de software de los algoritmos utilizados para el Arca que produce archivos MIDI, así como puntuaciones PDF. Los datos fueron transcritas de las tablas de Musúrgia Universalis, las ilustraciones de Organum mathematicum y las fotografías del Arca de Wolfenbüttel.